# 斯维亚托波尔克二世·伊贾斯拉维奇

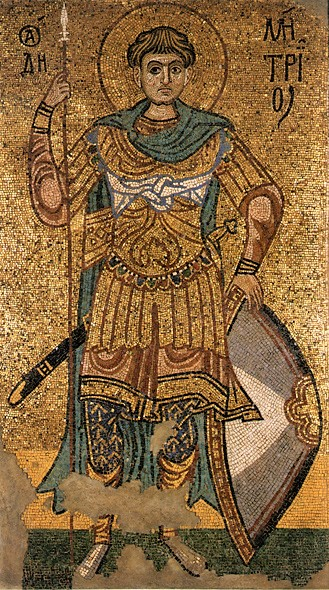
史維托波克安置的聖像

斯维亚托波尔克二世·伊贾斯拉维奇（Святополк II Изяславич，1050年—1113年4月16日），古罗斯王公。他曾为波洛茨克王公（1069年~1071年在位），诺夫哥罗德公爵（1078年~1088年在位），图罗夫王公（1088年－1093年在位），基辅大公（1093年~1113年在位）。
斯维亚托波尔克·伊贾斯拉维奇为基辅大公伊贾斯拉夫一世·雅罗斯拉维奇的私生子，教名为米哈伊尔。他在1069年获得波洛茨克为自己的领地，这块地盘是他的父亲从被其推翻的王公弗謝斯拉夫·布里亞奇斯拉維奇手中获取的。
在罗斯诸王公争权夺利、混战不休的时代，斯维亚托波尔克·伊贾斯拉维奇数次与他的侄子、切尔尼戈夫王公弗拉基米尔·莫诺马赫结盟。他曾与弗拉基米尔·莫诺马赫共同进攻草原游牧民族波洛韦茨人，后者是弗拉基米尔·莫诺马赫位于边区的领地的最大威胁。然而，弗拉基米尔·莫诺马赫很多时候也是斯维亚托波尔克·伊贾斯拉维奇最强大的对手。
1096年，斯维亚托波尔克·伊贾斯拉维奇与弗拉基米尔·莫诺马赫共同出兵攻打切尔尼戈夫王公奧列格·斯維亞托斯拉維奇。奥列格·斯维亚托斯拉维奇刚刚从弗拉基米尔·莫诺马赫处夺回切尔尼戈夫（他曾在1070年代短暂统治过这一地区），因此拒绝出席可能对他不利的全罗斯王公大会；斯维亚托波尔克和弗拉基米尔·莫诺马赫遂利用这一借口进行征讨，打败奥列格并剥夺了他的领地。
1098年，斯维亚托波尔克·伊贾斯拉维奇在弗拉基米尔·莫诺马赫要求下对加利西亚展开军事行动，夺取了弗拉基米尔-沃伦斯基公爵达维德·伊戈列维奇的领地；但他在企图进一步侵吞其他王公的领土时被加利奇王公沃洛达里·罗斯季斯拉维奇击败。
从1093年起，斯维亚托波尔克·伊贾斯拉维奇获得基辅大公之位。在基辅食盐短缺时，斯维亚托波尔克·伊贾斯拉维奇也囤积食盐，企图谋取暴利，导致民怨沸腾。在他死后，基辅立刻发生了人民起义，这次起义使弗拉基米尔·莫诺马赫获得了大公的公位。
斯维亚托波尔克·伊贾斯拉维奇曾主持装修基辅圣米哈伊尔修道院，在那里安置了圣德米特里的马赛克圣像。

## 资料来源
- 苏联历史大百科全书·人物卷，1961~1973

| 斯维亚托波尔克二世·伊贾斯拉维奇 留里克王朝出生于：1050年逝世於：1113年4月16日 | 斯维亚托波尔克二世·伊贾斯拉维奇 留里克王朝出生于：1050年逝世於：1113年4月16日 | 斯维亚托波尔克二世·伊贾斯拉维奇 留里克王朝出生于：1050年逝世於：1113年4月16日 |
| 統治者頭銜                                                                    | 統治者頭銜                                                                    | 統治者頭銜                                                                    |
| ----------------------------------------------------------------------------- | ----------------------------------------------------------------------------- | ----------------------------------------------------------------------------- |
| 前任： 姆斯季斯拉夫·伊賈斯拉維奇                                              | 波洛茨克王公 1069年－1071年                                                   | 繼任： 弗謝斯拉夫·布里亞奇斯拉維奇                                            |
| 前任： 格列布·斯維亞托斯拉維奇                                                | 諾夫哥羅德王公 1078年－1088年                                                 | 繼任： 姆斯季斯拉夫一世                                                       |
| 前任： 亞羅波爾克·伊賈斯拉維奇                                                | 圖羅夫王公 1088年－1093年                                                     | 繼任： 維亞切斯拉夫·弗拉基米羅維奇                                            |
| 前任： 弗謝沃洛德一世                                                         | 基輔大公 1093年－1113年                                                       | 繼任： 弗拉基米爾·莫諾馬赫                                                    |